# Talbrücke St. Kilian
Die Talbrücke St. Kilian ist eine 449 m lange Stahlrohr-Verbundbrücke.
Die Brücke liegt bei Kilometer 14,2 der Bundesautobahn 73 nördlich von Schleusingen zwischen den Anschlussstellen Suhl-Friedberg und Schleusingen. Sie überspannt in einer maximalen Höhe von ungefähr 33 m das Tal der Erle und Vesser mit der Landesstraße 3247 und der Bahnstrecke Suhl–Schleusingen. Das Bauwerk ist eine filigrane Stahlrohr-Fachwerkkonstruktion, welche die freie Sicht durch das Tal möglichst wenig beeinträchtigen soll. Die Brücke hat im Grundriss einen Radius von 2700 m und ein Längsgefälle von 2,0 bis 4,5 %.
Das Bauwerk wurde von 2004 bis 2006 errichtet und kostete 20,7 Millionen Euro. Bezogen auf die Brückenfläche von 12.795 m² betrugen die Kosten über 1600 Euro/m² und waren damit ungefähr doppelt so hoch wie bei der etwa gleich großen Talbrücke Nahetal, einer Spannbetonkonstruktion.

## Überbau

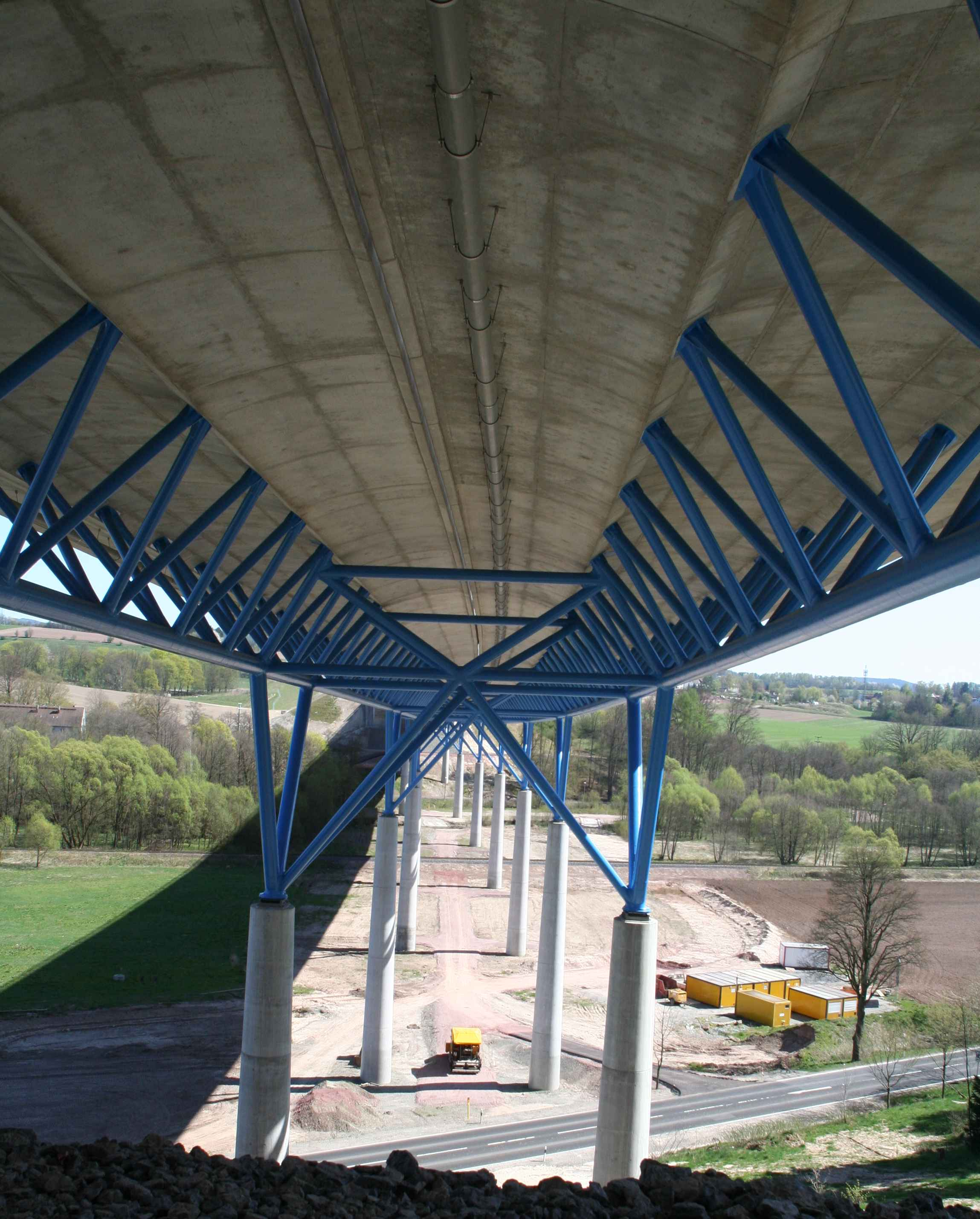
Untersicht der Brücke

Die Brücke hat Stützweiten von 55,35 m + 5 × 61,5 m + 49,2 m + 36,9 m. Sie ist insgesamt 28,5 m breit und hat einen Bauhöhe von 5,0 m. Die Brücke besteht aus zwei getrennten Überbauten, welche als Fachwerkverbundkonstruktionen ausgeführt sind. Der Untergurt eines 4,4 m hohen Dreigurthauptträger besteht aus einem Stahlrundrohr mit 610 mm Durchmesser, die Diagonalen sind gleichfalls Rundrohre, haben aber Durchmesser von 299 mm. Die beiden Obergurte sind I-Profile mit aufgeschweißten Kopfbolzendübeln und als Verbundträger in die Fahrbahnplatte einbetoniert. Die Stahlbetonfahrbahnplatte ist zwischen 23 cm am Kragarmende und 106 cm über den Diagonalen dick und in Längsrichtung vorgespannt.
Die Lagerung das Fachwerkes auf den Pfeilern erfolgt durch V-förmige Schrägstreben, ebenfalls aus Stahlrundrohren, die in den Knotenpunkten mit dem Überbaufachwerk durch Stahlgussknoten verbunden sind.

## Unterbau
Die Brücke hat sieben flach gegründete Rundpfeilerpaare aus Stahlbeton mit der Festigkeitsklasse C50/60. Vier Pfeiler mussten im Jahr 2004 nach dem ersten 6 m langen Betonierabschnitt abgerissen werden, da der Beton die erforderliche Festigkeit nicht erreichte. Mit einem Anzug von 50:1 weisen die Stützen einen Durchmesser von 1,75 m am Kopf auf. Die Pfeiler in den vier mittleren Achsen sind mit dem Überbau fest verbunden und übertragen so als Kragarm die Horizontalkräfte der Brücke in den Baugrund.

## Ausführung

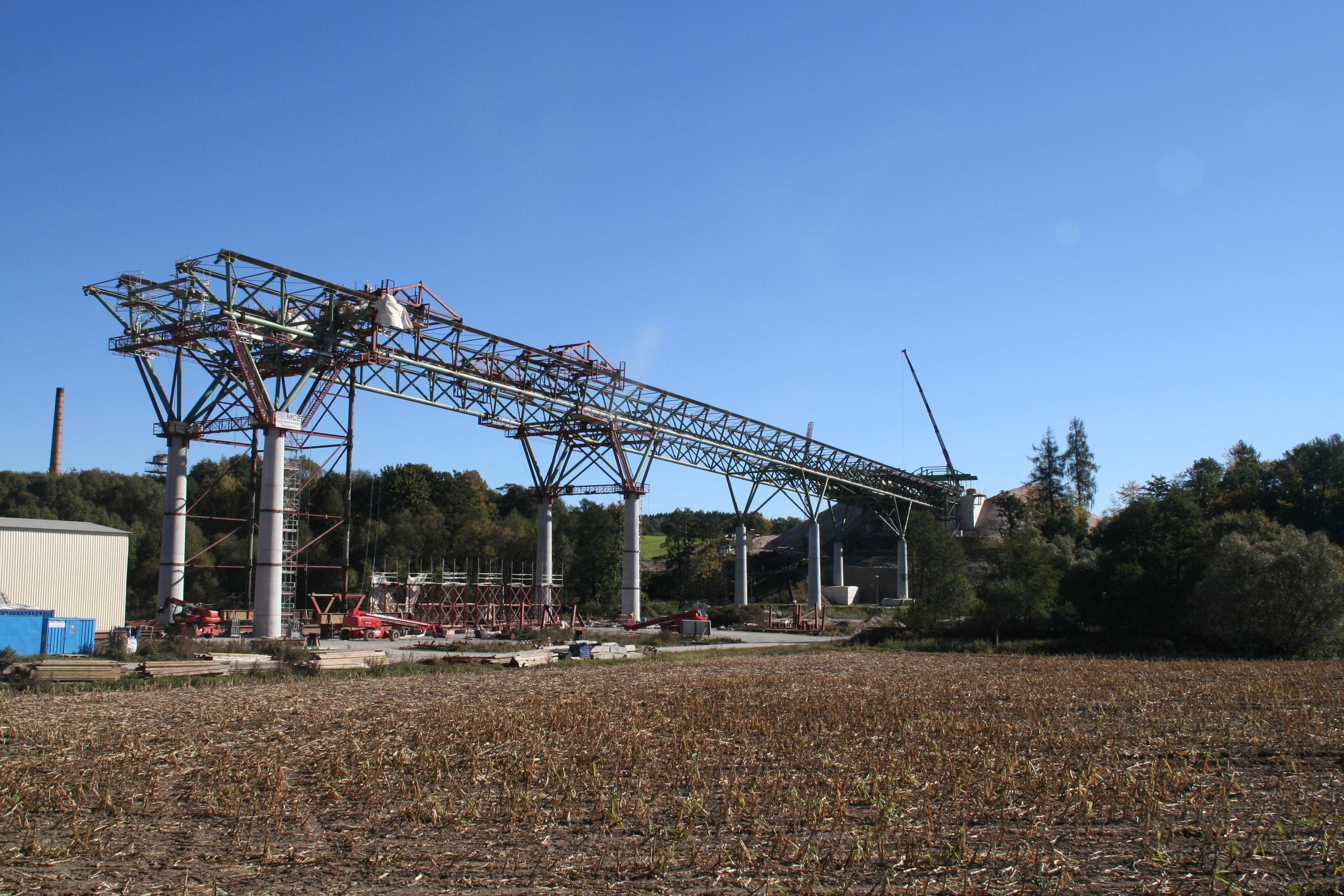
Bauzustand Herbst 2005

Der Stahlüberbau wurde vor Ort feldweise vormontiert und mit Autokränen auf die Pfeiler und benachbarte Hilfsstützen gehoben. Anschließend wurde die Stahlbetonfahrbahnplatte mit je einem Schalwagen für einen Überbau abschnittsweise hergestellt.

## Erwähnenswertes
Für Aufsehen sorgte ein Streit um die Benennung der Brücke zwischen der ehemaligen Gemeinde St. Kilian und der Stadt Schleusingen. Die Stadt Schleusingen wollte, dass die Brücke "Talbrücke Erle" genannt wird, da die Brücke bis auf einen Pfeiler auf deren Gemeindegebiet steht. Sie konnte sich jedoch mit ihrem Vorschlag der Namensgebung letztendlich nicht durchsetzen.

## Literatur

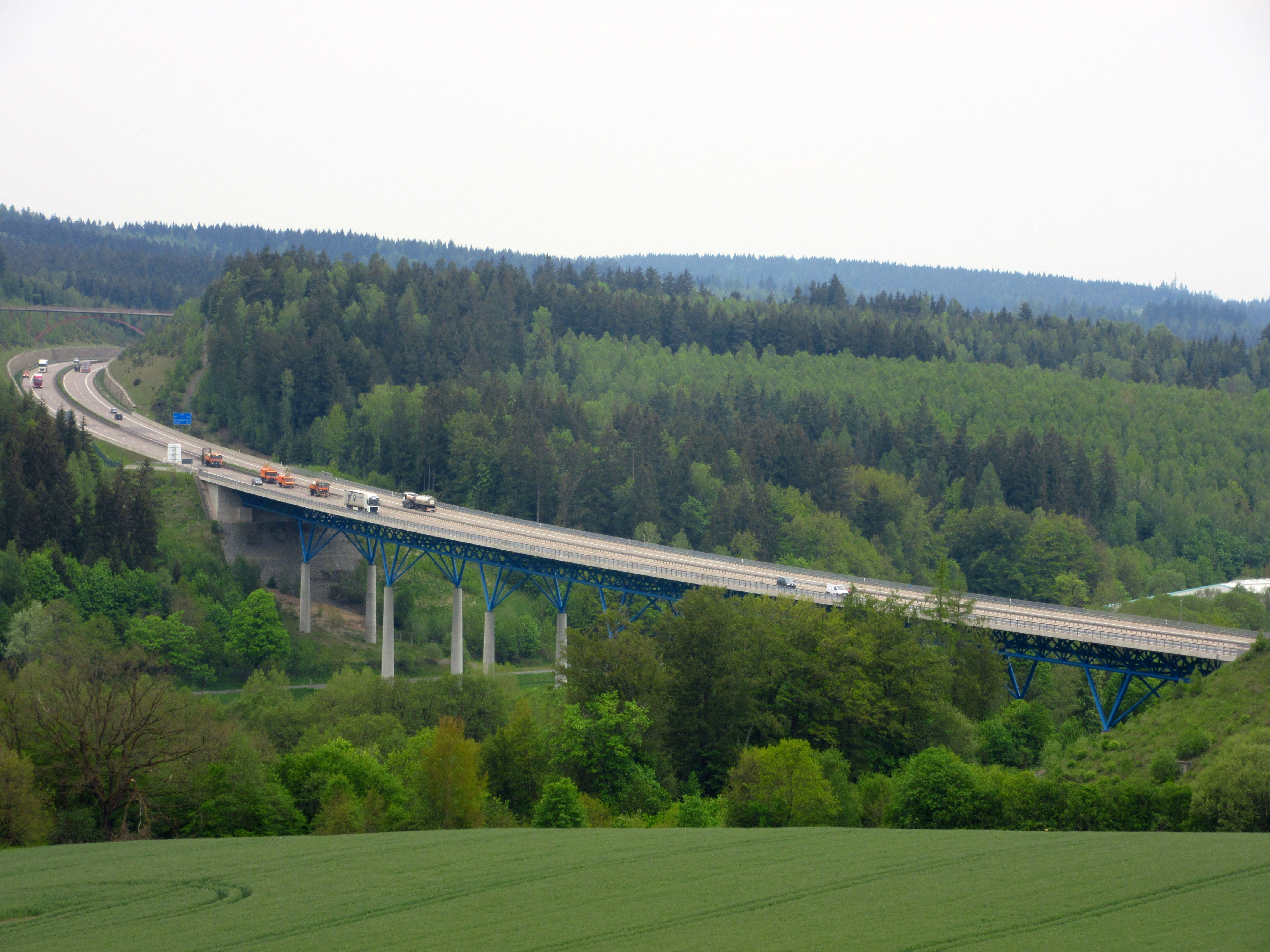
Talbrücke aus Blickrichtung Schleusingen